# تمرویه
۲۷°۳۱′۴۵٫۵۵″ شمالی ۵۳°۱۳′۲۱٫۹۱″ شرقی / ۲۷٫۵۲۹۳۱۹۴°شمالی ۵۳٫۲۲۲۷۵۲۸°شرقی
روستای تمرویه  (تمرو) روستایی از توابع بخش خیرگو در شهرستان لامرد استان فارس در جنوب ایران است. این روستای تاریخی در فاصلهٔ ۲۵ کیلومتری شمال شهر لامرد و در ۲۰ کیلومتری شرق شهر علامرودشت قرار دارد که مابین ملایی و نورالدینی قرار گرفته است. این روستا غربی ترین روستای دهستان خیرگو می‌باشد که همجوار روستای نورالدینی از توابع دهستان کمالی است.

## جمعیت
این روستا در دهستان خیرگو قرار داشته و بر اساس سرشماری سال ۱۳۹۵ جمعیت آن ۴۰۰ نفر (۸۳ خانوار) بوده‌است.
https://www.amar.org.ir/سرشماری-عمومی-نفوس-و-مسکن/نتایج-سرشماری/جمعیت-به-تفکیک-تقسیمات-کشوری-سال-1395

## تاریخچه
مردم این روستا از نوادگان شیخ دانیال می‌باشند که بقعهٔ وی هم‌اکنون در شهرستان خنج می‌باشد.
بزرگان این روستا در حدود ۵۰۰ سال پیش از خنج به این منطقه مهاجرت کرده اند، در تمامی این مدت مردم این روستا مورد احترام همهٔ اهالی منطقه بوده‌اند.
این روستا از قدیمی‌ترین روستاهای استان فارس می‌باشد، برای نمونه آثاری از گذشتگان در قبرستان این روستا به جا مانده که آن لوح‌هایی که قابل خواندن هستند متعلق به سال ۱۰۱۲ هجری قمری و حتی پیش از آن می‌باشند؛ ضمن اینکه بسیاری از لوح‌های قدیمی تر بر اثر گذر زمان از بین رفته‌اند...